# Lijst van voetbalinterlands Hongarije - Joegoslavië
Deze lijst van voetbalinterlands is een overzicht van alle officiële voetbalwedstrijden tussen de nationale teams van Hongarije en Joegoslavië. De landen hebben 29 keer tegen elkaar gespeeld. De eerste ontmoeting was een vriendschappelijke wedstrijd en werd gespeeld in Boedapest op 10 april 1927. Het laatste duel, een kwalificatiewedstrijd voor het Wereldkampioenschap voetbal 1998, vond plaats op 15 november 1997 in Belgrado.

## Wedstrijden
| №   | Plaats         | Datum             | Competitie           | Wedstrijd               | Uitslag |
| --- | -------------- | ----------------- | -------------------- | ----------------------- | ------- |
| 1   | Boedapest      | 10 april 1927     | Vriendschappelijk    | Hongarije − Joegoslavië | 3 − 0   |
| 2   | Belgrado       | 21 mei 1931       | Vriendschappelijk    | Joegoslavië − Hongarije | 3 − 2   |
| 3   | Boedapest      | 9 mei 1937        | Vriendschappelijk    | Hongarije − Joegoslavië | 1 − 1   |
| 4   | Belgrado       | 12 november 1939  | Vriendschappelijk    | Joegoslavië − Hongarije | 0 − 2   |
| 5   | Boedapest      | 29 september 1940 | Vriendschappelijk    | Hongarije − Joegoslavië | 0 − 0   |
| 6   | Belgrado       | 23 maart 1941     | Vriendschappelijk    | Joegoslavië − Hongarije | 1 − 1   |
| 7   | Belgrado       | 26 juni 1947      | Vriendschappelijk    | Joegoslavië − Hongarije | 2 − 3   |
| 8   | Boedapest      | 29 april 1956     | Vriendschappelijk    | Hongarije − Joegoslavië | 2 − 2   |
| 9   | Belgrado       | 16 september 1956 | Vriendschappelijk    | Joegoslavië − Hongarije | 1 − 3   |
| 10  | Boedapest      | 20 april 1958     | Vriendschappelijk    | Hongarije − Joegoslavië | 2 − 0   |
| 11  | Zagreb         | 5 oktober 1958    | Vriendschappelijk    | Joegoslavië − Hongarije | 4 − 4   |
| 12  | Boedapest      | 19 april 1959     | Vriendschappelijk    | Hongarije − Joegoslavië | 4 − 0   |
| 13' | Belgrado       | 11 oktober 1959   | Vriendschappelijk    | Joegoslavië − Hongarije | 2 − 4   |
| 14  | Boedapest      | 9 oktober 1960    | Vriendschappelijk    | Hongarije − Joegoslavië | 1 − 1   |
| 15  | Belgrado       | 7 mei 1961        | Vriendschappelijk    | Joegoslavië − Hongarije | 2 − 4   |
| 16  | Boedapest      | 14 oktober 1962   | Vriendschappelijk    | Hongarije − Joegoslavië | 0 − 1   |
| 17  | Belgrado       | 6 oktober 1963    | Vriendschappelijk    | Joegoslavië − Hongarije | 2 − 2   |
| 18  | Boedapest      | 25 oktober 1964   | Vriendschappelijk    | Hongarije − Joegoslavië | 2 − 1   |
| 19  | Zagreb         | 8 mei 1966        | Vriendschappelijk    | Joegoslavië − Hongarije | 2 − 0   |
| 20  | Boedapest      | 23 april 1967     | Vriendschappelijk    | Hongarije − Joegoslavië | 1 − 0   |
| 21  | Belgrado       | 12 april 1970     | Vriendschappelijk    | Joegoslavië − Hongarije | 2 − 2   |
| 22  | Boedapest      | 1 september 1971  | Vriendschappelijk    | Hongarije − Joegoslavië | 2 − 1   |
| 23  | Belgrado       | 26 september 1973 | Vriendschappelijk    | Joegoslavië − Hongarije | 1 − 1   |
| 24  | Székesfehérvár | 29 mei 1974       | Vriendschappelijk    | Hongarije − Joegoslavië | 3 − 2   |
| 25  | Banja Luka     | 17 april 1976     | Vriendschappelijk    | Joegoslavië − Hongarije | 0 − 0   |
| 26  | Boedapest      | 5 oktober 1977    | Vriendschappelijk    | Hongarije − Joegoslavië | 4 − 3   |
| 27  | Subotica       | 31 maart 1984     | Vriendschappelijk    | Joegoslavië − Hongarije | 2 − 1   |
| 28  | Boedapest      | 29 oktober 1997   | WK 1998 kwalificatie | Hongarije − Joegoslavië | 1 − 7   |
| 29  | Belgrado       | 15 november 1997  | WK 1998 kwalificatie | Joegoslavië − Hongarije | 5 − 0   |

## Samenvatting
| Competitie        | Totaal gespeeld | Winst Hongarije | Gelijk | Winst Joegoslavië | Doelsaldo Hongarije – Joegoslavië |
| ----------------- | --------------- | --------------- | ------ | ----------------- | --------------------------------- |
| WK-kwalificatie   | 2               | 0               | 0      | 2                 | 1 − 12                            |
| Vriendschappelijk | 27              | 13              | 9      | 5                 | 52 − 36                           |
| Totaal            | 29              | 13              | 9      | 7                 | 53 − 48                           |

## Details

### 28ste ontmoeting
| WK 1998 kwalificatie (play-offs) (Boedapest, Hongarije, 29 oktober 1997): |       | |
| Hongarije                                                                 | 1 – 7 | Joegoslavië |
| Béla Illés 89'                                                            | goals | 2' Branko Brnović 6' Miroslav Đukić 10' Dejan Savićević 26' Predrag Mijatović 41' Predrag Mijatović 51' Predrag Mijatović 63' Savo Milošević |

### 29ste ontmoeting
| WK 1998 kwalificatie (play-offs) (Belgrado, Joegoslavië, 15 november 1997):                                       |       |           |
| Joegoslavië | 5 – 0 | Hongarije |
| Savo Milošević 18' Predrag Mijatović 44' Predrag Mijatović 48' (pen.) Predrag Mijatović 71' Predrag Mijatović 88' | goals |           |

MLSZ · A-internationals · Selecties · Bondscoaches · Hongaars vrouwenelftal · Olympisch elftal · Hongarije U21 · Hongarije U20 · Hongarije U19 · Hongarije U18 · Hongarije U17 · Hongarije U16
1902 – 1919 · 
1920 – 1929 · 
1930 – 1939 · 
1940 – 1949 · 
1950 – 1959 · 
1960 – 1969 · 
1970 – 1979 · 
1980 – 1989 · 
1990 – 1999 · 
2000 – 2009 · 
2010 – 2019 ·
2020 − 2029
EK's:
1964 · 
1972 · 
2016 ·
2020 ·
2024
WK's:
1934 · 
1938 · 
1954 · 
1958 · 
1962 · 
1966 · 
1978 · 
1982 · 
1986
OS:
1912 · 
1924 · 
1936 · 
1952 · 
1960 · 
1964 · 
1968 · 
1972 · 
1996
1902 · 
1903 · 
1904 · 
1905 · 
1906 · 
1907 · 
1908 · 
1909 · 
1910 · 
1911 · 
1912 · 
1913 · 
1914 · 
1915 · 
1916 · 
1917 · 
1918 · 
1919 · 
1920 · 
1921 · 
1922 · 
1923 · 
1924 · 
1925 · 
1926 · 
1927 · 
1928 · 
1929 · 
1930 · 
1931 · 
1932 · 
1933 · 
1934 · 
1935 · 
1936 · 
1937 · 
1938 · 
1939 · 
1940 · 
1941 · 
1942 · 
1943 · 
1944 · 
1945 · 
1946 · 
1947 · 
1948 · 
1949 · 
1950 · 
1952 · 
1952 · 
1953 · 
1954 · 
1955 · 
1956 · 
1957 · 
1958 · 
1959 · 
1960 · 
1961 · 
1962 · 
1963 · 
1964 · 
1965 · 
1966 · 
1967 · 
1968 · 
1969 · 
1970 · 
1971 · 
1972 · 
1973 · 
1974 · 
1975 · 
1976 · 
1977 · 
1978 · 
1979 · 
1980 · 
1981 · 
1982 · 
1983 · 
1984 · 
1985 · 
1986 · 
1987 · 
1988 · 
1989 · 
1990 · 
1991 · 
1992 · 
1993 · 
1994 · 
1995 · 
1996 · 
1997 · 
1998 · 
1999 · 
2000 · 
2001 · 
2002 · 
2003 · 
2004 · 
2005 · 
2006 · 
2007 · 
2008 · 
2009 · 
2010 · 
2011 · 
2012 · 
2013 · 
2014 · 
2015 ·
2016 ·
2017 ·
2018 ·
2019 ·
2020 ·
2021 ·
2022 ·
2023 ·
2024
Albanië ·
Algerije ·
Andorra · 
Antigua en Barbuda ·
Argentinië ·
Armenië ·
Australië ·
Azerbeidzjan ·
België ·
Bohemen ·
Bolivia ·
Bosnië en Herzegovina ·
Brazilië ·
Bulgarije ·
Canada ·
Chili ·
China ·
Colombia ·
Costa Rica ·
Cyprus ·
Denemarken ·
DDR ·
Duitsland ·
Egypte ·
El Salvador ·
Engeland ·
Estland ·
Faeröer ·
Finland ·
Frankrijk ·
Georgië ·
Griekenland ·
Ierland ·
IJsland ·
India ·
Iran ·
Israël ·
Italië ·
Ivoorkust ·
Japan ·
Joegoslavië ·
Jordanië ·
Kazachstan · 
Koeweit ·
Kosovo · 
Kroatië ·
Letland ·
Libanon ·
Liechtenstein ·
Litouwen ·
Luxemburg ·
Malta ·
Mexico ·
Moldavië ·
Montenegro ·
Nederland ·
Nederlands-Indië ·
Nieuw-Zeeland ·
Noord-Ierland ·
Noord-Macedonië ·
Noorwegen ·
Oekraïne ·
Oostenrijk ·
Paraguay ·
Peru ·
Polen ·
Portugal ·
Qatar ·
Roemenië ·
Rusland ·
San Marino ·
Saoedi-Arabië ·
Schotland ·
Servië ·
Slovenië ·
Slowakije ·
Sovjet-Unie ·
Spanje ·
Tsjechië ·
Tsjecho-Slowakije ·
Turkije ·
Uruguay ·
Verenigde Arabische Emiraten ·
Verenigde Staten ·
Verenigd Koninkrijk ·
Wales ·
Wit-Rusland ·
Zuid-Korea ·
Zweden ·
Zwitserland
Brazilië (1954) · 
Duitsland (2021) ·
Frankrijk (2021) · 
IJsland (2016) · 
Italië (1938) · 
Oostenrijk (2016) · 
Portugal (2021) · 
West-Duitsland (1954, 2)
FSJ · A-internationals · Bondscoaches · Selecties · Joegoslavisch vrouwenelftal · Joegoslavië U21 · Joegoslavië U19 · Joegoslavië U18 · Joegoslavië U17 · Joegoslavië U16
1920 – 1929 ·
1930 – 1939 ·
1940 – 1949 ·
1950 – 1959 ·
1960 – 1969 ·
1970 – 1979 ·
1980 – 1989 ·
1990 – 1999 ·
2000 – 2002
EK 1960 · 
EK 1968 · 
EK 1976 · 
EK 1984 · 
EK 2000
WK 1930 · 
WK 1950 · 
WK 1954 · 
WK 1958 · 
WK 1962 · 
WK 1974 · 
WK 1982 · 
WK 1990 · 
WK 1998 · 
OS 1920 · 
OS 1924 · 
OS 1928 · 
OS 1948 · 
OS 1952 · 
OS 1956 · 
OS 1960 · 
OS 1980 · 
OS 1984 · 
OS 1988
1920 · 
1921 · 
1922 · 
1923 · 
1924 · 
1925 · 
1926 · 
1927 · 
1928 · 
1929 · 
1930 · 
1931 · 
1932 · 
1933 · 
1934 · 
1935 · 
1936 · 
1937 · 
1938 · 
1939 · 
1940 · 
1941 · 
1942 · 1943 · 1944 · 1945 · 
1946 · 
1947 · 
1948 · 
1949 · 
1950 · 
1952 · 
1952 · 
1953 · 
1954 · 
1955 · 
1956 · 
1957 · 
1958 · 
1959 · 
1960 · 
1961 · 
1962 · 
1963 · 
1964 · 
1965 · 
1966 · 
1967 · 
1968 · 
1969 · 
1970 · 
1971 · 
1972 · 
1973 · 
1974 · 
1975 · 
1976 · 
1977 · 
1978 · 
1979 · 
1980 · 
1981 · 
1982 · 
1983 · 
1984 · 
1985 · 
1986 · 
1987 · 
1988 · 
1989 · 
1990 · 
1991 · 
1992 · 
1993 · 
1994 · 
1995 · 
1996 · 
1997 · 
1998 · 
1999 · 
2000 · 
2001 · 
2002 · 
Albanië ·
Algerije ·
Argentinië ·
Bangladesh ·
België ·
Bolivia ·
Bosnië en Herzegovina · 
Brazilië ·
Bulgarije ·
Canada ·
Chili ·
China ·
Colombia ·
Congo-Kinshasa ·
Costa Rica ·
Cyprus ·
Denemarken ·
DDR ·
Duitsland ·
Ecuador ·
Egypte ·
El Salvador · 
Engeland ·
Ethiopië ·
Faeröer ·
Finland ·
Frankrijk ·
Ghana · 
Griekenland ·
Honduras ·
Hongarije ·
Hongkong ·
Ierland ·
Indonesië ·
Iran ·
Israël ·
Italië ·
Japan ·
Kroatië ·
Luxemburg ·
Malta ·
Marokko ·
Mexico ·
Nederland ·
Nigeria ·
Noord-Ierland ·
Noord-Macedonië ·
Noorwegen ·
Oekraïne ·
Oostenrijk ·
Paraguay ·
Peru · 
Polen ·
Portugal ·
Roemenië ·
Rusland ·
Saarland ·
Schotland ·
Slovenië ·
Slowakije ·
Sovjet-Unie ·
Spanje ·
Tsjechië ·
Tsjecho-Slowakije ·
Tunesië ·
Turkije ·
Uruguay ·
Venezuela ·
Verenigde Arabische Emiraten ·
Verenigde Staten ·
Wales ·
Zuid-Korea ·
Zweden ·
Zwitserland